# Бой Джордж
Джордж Алан О’Дауд (на английски: George Alan O’Dowd), известен с псевдонима си Бой Джордж (Boy George), е английски поп-певец и автор на песни.

## Биография
Роден е на 14 юни 1961 г. в предградието Елтъм на Лондон. Израства в голямо ирландско семейство от работническата класа, което води началото си от ирландския град Търлес. Определя се като гей в серийния документален филм The Madness of Boy George.
Става известен заедно с групата „Кълчър Клъб“ (Culture Club). През 1980-те и 1990-те години привлича вниманието на публиката с пищните си изяви на сцена. През 1980-те години записва хитове като „Karma Chameleon“, „Do You Really Want to Hurt Me“ и „Time (Clock of the Heart)“. След 2000 г. се занимава повече с писане на песни, книги, фотография и мода.
През 2018 г. е член на журито на „Гласът на Австралия“.

## Дискография
- Sold (1987)
- Tense Nervous Headache (1988)
- Boyfriend (1989)
- The Martyr Mantras (1991)
- Cheapness and Beauty (1995)
- The Unrecoupable One Man Bandit (1999)
- U Can Never B2 Straight (2002)
- Yum Yum (2004)
- Ordinary Alien (2010)
- This Is What I Do (2013)